# Linia kolejowa Mediolan – Bolonia
Linia kolejowa Mediolan – Bolonia – linia kolejowa w północnej części Włoch, część korytarza północ-południe włoskiej sieci kolejowej. Linia biegnie po starożytnej rzymskiej drodze Via Aemilia. Linia została otwarta pomiędzy 1859 i 1861 jako linia jednotorowa. Drugi tor został wybudowany między 1866 i 1894. Linia została zelektryfikowana 3000 V prądu stałego w 1938 roku. Od 13 grudnia 2008 istnieje linia KDP Mediolan – Bolonia, która biegnie równolegle do starej linii.